# Campionatul European de Scrimă pentru tineret din 2013
Campionatul European de Scrimă pentru tineret din 2013 s-a desfășurat în perioada 5-9 iunie la Toruń în Polonia. 218 de trăgători de 26 de țări au participat.

## Rezultate

### Masculin
| Probă             | Aur                                                                           | Argint                                                              | Bronz                                                                     |
| Spadă             | Fabrizio Citro (ITA)                                                          | Lorenzo Bruttini (ITA)                                              | Constantin Böhm (GER) · Filip Broniszewski (POL)                          |
| Spadă pe echipe   | Italia Fabrizio Citro Lorenzo Bruttini Lorenzo Buzzi Fabrizio Citro           | Ungaria Dániel Berta Mátyás File Márk Hanzvikkel Gergely Kiss       | Rusia Anton Adamov Serghei Bida Nikita Glazkov Aleksei Kalinin            |
| Floretă           | Timur Safin (RUS)                                                             | Damiano Rosatelli (ITA)                                             | Siarhei Byk (BLR) · Kirill Liciagin (RUS)                                 |
| Floretă pe echipe | Rusia Timur Arslanov Dmitri Komissarov Kirill Liciagin Timur Safin            | Germania Frederic Fark Markus Hartmann Matthias Maxem André Sanità  | Italia Filippo Guerra Damiano Rosatelli Saverio Schiavone Francesco Trani |
| Sabie             | Gabriele Foschini (ITA)                                                       | Sebastian Schrödter (GER)                                           | Maksim Botezatu (RUS) · Etele Ravasz (HUN)                                |
| Sabie pe echipe   | Germania Maximilian Kindler Frederik Koch Sebastian Schrödter Robin Schrödter | Rusia Maksim Botezatu Ilia Motorin Aleksandr Trușakov Trofim Veliki | Italia Leonardo Affede Luca Curatoli Gabriele Foschini Amedeo Giani       |

### Feminin
| Probă             | Aur                                                                        | Argint                                                                        | Bronz                                                                      |
| Spadă             | Marta Ferrari (ITA)                                                        | Nelli Paju (EST)                                                              | Tatiana Gudkova (RUS) · Maria Hugas Mallorqui (GER)                        |
| Spadă pe echipe   | Rusia Tatiana Gudkova Violetta Hrapina Valentina Lușina Aleksandra Magdici | Italia Camilla Batini Brenda Briasco Marta Ferrari Frederica Santandrea       | Estonia Anu Hark Katrina Lehis Nelli Paju Veronika Zuikova                 |
| Floretă           | Marta Lyczbinska (POL)                                                     | Franziska Schmitz (GER)                                                       | Chiara Cini (ITA) · Fruzsina Gólya (HUN)                                   |
| Floretă pe echipe | Italia Olga-Rachele Calissi Chiara Cini Beatrice Monaco Stefania Straniero | Polonia Hanna Lyczbinska Marta Lyczbinska Monika Paliszewska Emilia Rygielska | Rusia Iana Alborova Viktoria Alekseeva Irina Elesina Anastasia Ivanova     |
| Sabie             | Katarzyna Kędziora (POL)                                                   | Matylda Ostojska (POL)                                                        | Anna Illarionova (RUS) · Elizaveta Kirianova (RUS)                         |
| Sabie pe echipe   | Ungaria Nora Goram Luca László Júlia Mikulik Kata Várhelyi                 | Rusia Anna Illarionova Elizaveta Kirianova Alina Meșcereakova Maria Ridel     | Polonia Katarzyna Kędziora Matylda Ostojska Magdalena Pasternak Marta Puda |

## Clasament pe medalii
| Loc   | Țară     | Aur | Argint | Bronz | Total |
| ----- | -------- | --- | ------ | ----- | ----- |
| 1     | Italia   | 5   | 3      | 3     | 11    |
| 2     | Rusia    | 3   | 2      | 7     | 12    |
| 3     | Polonia  | 2   | 2      | 2     | 6     |
| 4     | Germania | 1   | 3      | 2     | 6     |
| 5     | Ungaria  | 1   | 1      | 2     | 4     |
| 6     | Estonia  | 0   | 1      | 1     | 2     |
| 7     | Belarus  | 0   | 0      | 1     | 1     |
| Total | Total    | 12  | 12     | 18    | 42    |

## Legături externe
- en  Torun: European U23 Championships Arhivat în 30 iulie 2014, la Wayback Machine. la Confederația Europeană de Scrimă